# Rostrot
Rostrot (рус. ржаво-красный) — девятый студийный альбом немецкой блэк-дэт-группы Eisregen, который был издан 9 декабря 2011 года на лейбле Massacre Records. Альбом был записан в студии Klangschmiede Studio E, Мельрихштадт, Германия, в сентябре 2011 года. В лимиторованные издания альбома был включён бонус-трек «Madenreich-Remix».
Название альбома построено на аллитерации согласных в двух прилагательных: ржавый (rost) и красный (rot). Подобное название традиционно для альбомов Eisregen, начиная со второго альбома. В буклете был анонсирован следующий альбом Todestage (2013), в свою очередь, Rostrot был анонсирован в буклете предыдущего альбома Schlangensonne (2010).
Обозреватель журнала Metal Hammer отмечает жизнерадостные клавишные партии и уверенный вклад вокалиста, как в рычащей манере, так и в чистой, что делает альбом более экспериментальным, по сравнению с предыдущим.

## Список композиций
| №                   | Название                          | Длительность |
| ------------------- | --------------------------------- | ------------ |
| 1.                  | «Erlösung»                        | 2:25         |
| 2.                  | «Schakal - Ode an die Streubombe» | 3:56         |
| 3.                  | «Madenreich»                      | 3:48         |
| 4.                  | «Ich sah den Teufel»              | 7:26         |
| 5.                  | «Blutvater»                       | 3:20         |
| 6.                  | «Bewegliche Ziele»                | 5:36         |
| 7.                  | «Kathi das Kuchenschwein»         | 5:48         |
| 8.                  | «Wechselbalg»                     | 4:32         |
| 9.                  | «Fahles Roß»                      | 5:41         |
| 10.                 | «Rostrot»                         | 6:52         |
| Общая длительность: | Общая длительность:               | 49:24        |

| №                   | Название            | Длительность |
| ------------------- | ------------------- | ------------ |
| 11.                 | «Madenreich-Remix»  | 3:46         |
| Общая длительность: | Общая длительность: | 53:10        |

## Над альбомом работали

### Участники группы
- Yantit — ударные, программирование
- Bursche Lenz — гитары, бас
- Franzi B. — клавишные
- M. Roth — вокал, лирика

### Приглашённые музыканты
- Markus Stock — Guitars (lead) (8)

### Прочие
- Markus Stock — Mastering, Mixing, Recording
- Yantit — Producer, Artwork, Cover art, Logo